# Виноделие в Мендосе

Провинция Мендоса, Аргентина

Провинция Мендоса является самым важным винодельческим регионом Аргентины, на долю которого приходится почти две трети всего производства вина в стране. Расположенные в восточных предгорьях Анд, в тени Аконкагуа, виноградники высажены на одной из самых больших высот в мире, в среднем на высоте 600—1 100 метров над уровнем моря. Основные районы производства вина делятся на два основных департамента — Майпу и Лухан-де-Куйо, в том числе первый в Аргентине апеллясьон, появившийся в 1993 году в Лухан-де-Куйо. Розовокожий виноград сортов Криолла Гранде и Цереза составляет более четверти всех посадок, но самым важным винным сортом в регионе является Мальбек, за которым следуют Каберне-совиньон, Темпранильо и Шардоне. Мендоса считается сердцем винодельческой промышленности Аргентины, подавляющее большинство крупных винодельческих предприятий расположено в столице провинции — Мендосе.

## История

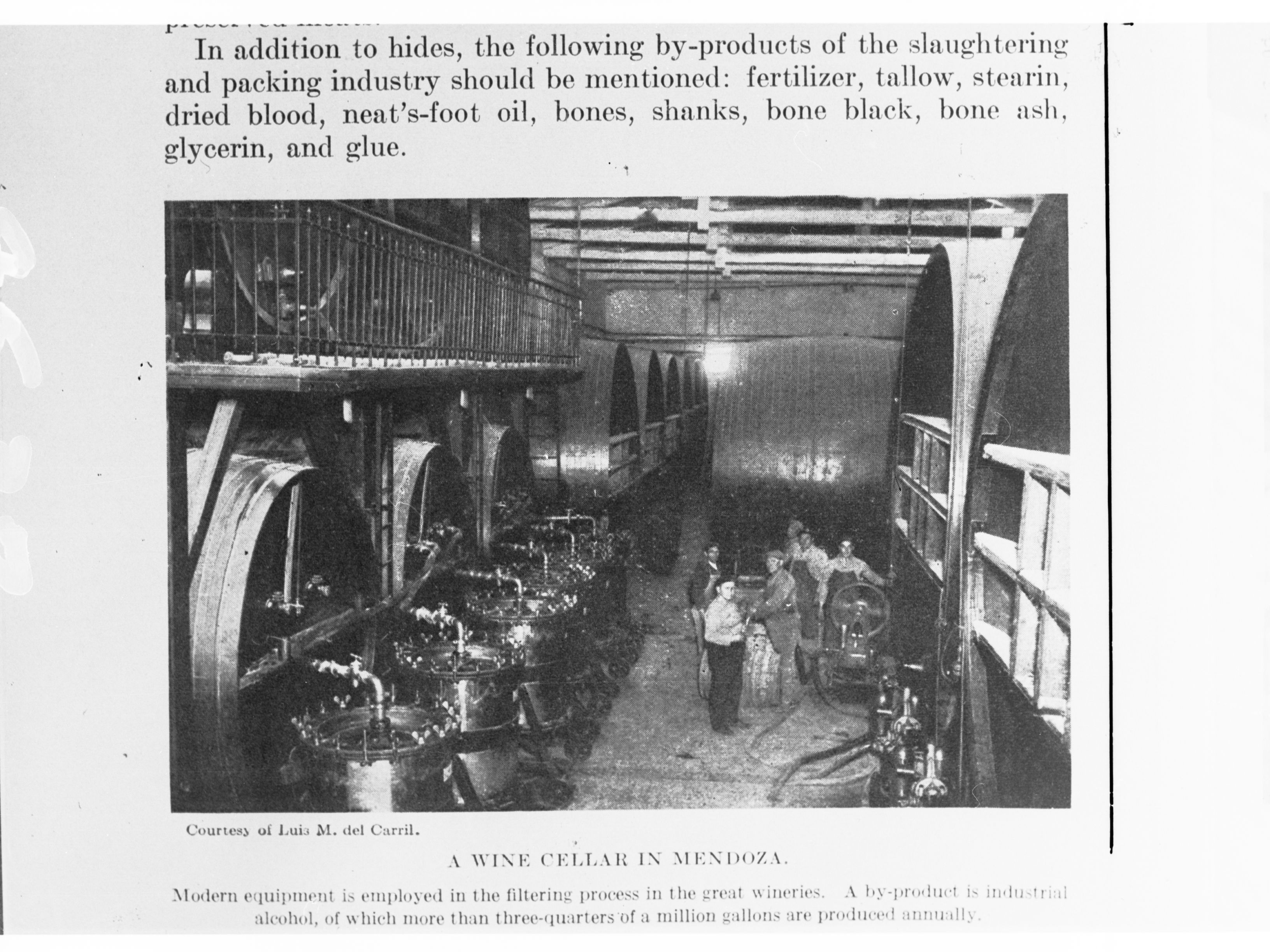
Винный погреб в Мендосе, около 1916 года

Провинция Мендоса, или исторически регион Куйо, пережила беспрецедентный винный бум в 19 веке и начале 20 века, который превратил его в пятый по величине винодельческий регион мира и первый в Латинской Америке. Создание железной дороги Буэнос-Айрес—Мендоса в 1885 году положило конец длительной и дорогостоящей торговле на повозках и дало толчок развитию виноградников в Мендосе. Кроме того, массовая иммиграция в основном из Южной Европы увеличила спрос и привнесла ноу-хау в старомодную аргентинскую винодельческую промышленность. В 1830 году площадь виноградников в Мендосе составляла 1 000 га, но в 1910 году она выросла до 45 000 га, обогнав Чили, которая в 19 веке имела большую площадь виноградников и более современную промышленность. К 1910 году около 80 процентов площади аргентинских виноградников были засажены французскими сортами, в основном Мальбеком.

## Климат и география

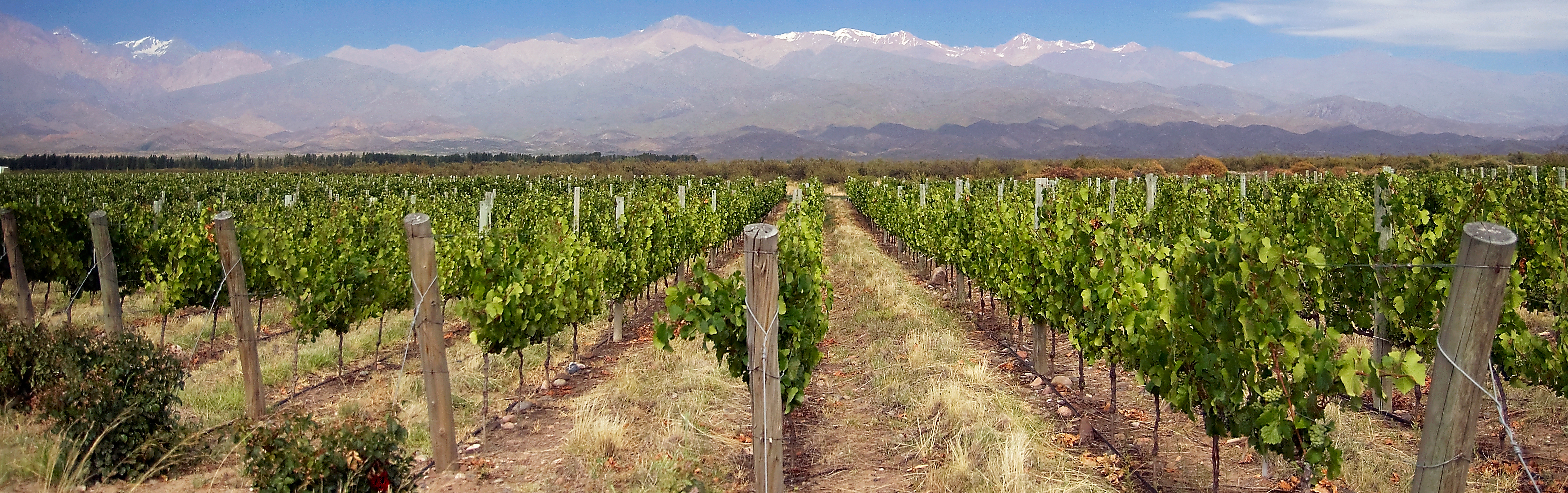
Виноградники в Мендосе часто находятся на виду у Анд.

Климат Мендосы, расположенной на крайнем западе Аргентины, континентальный с полузасушливыми пустынными условиями. В течение года здесь наблюдаются четыре различных сезона, без каких-либо реальных температурных экстремумов. Это обеспечивает очень стабильный цикл роста виноградных лоз без каких-либо серьёзных событий, таких как зимняя спячка. Основное беспокойство виноделов в связи с климатом вызывает град в летние месяцы, который местные жители называют La Piedra.
Почва винодельческого региона Мендоса в основном аллювиальная, состоящая из рыхлого песка и глины. Горные реки, включая реки Десагуадеро, Мендоса, Тунуян, Диаманте и Атуэль, обеспечивают достаточное количество воды из талых ледников в Андах. Почти 17 000 скважин разбросаны по всему региону, обеспечивая приток воды, эквивалентный ещё двум рекам. Система ирригационных каналов и резервуаров (некоторые из них датируются XVI веком) помогает поддерживать виноградарство в этом полузасушливом пустынном регионе.

## Винодельческие районы
По состоянию на 2008 год, в провинции Мендоса насчитывалось более 144 000 га посаженных виноградников, что составляет почти две трети всего аргентинского производства вина. Основные винодельческие районы делятся на два основных департамента — Майпу и Лухан-де-Куйо, который включает в себя первый в Аргентине апеллясьон, созданный в 1993 году в Лухан-де-Куйо. Виноградники, посаженные на высоте 800—1 100 метров над уровнем моря, в регионе Лухан-де-Куйо известны, в частности, своим Мальбеком, который, похоже, процветает в этом регионе, поскольку среднегодовая температура здесь составляет 15 °C. Исторически города Сан-Рафаэль на юге и Сан-Мартин на востоке от Мендосы были важными центрами производства вина. Сан-Рафаэль также получил статус DOC в 1993 году. Однако с переходом на производство элитных вин из международных сортов их значение снизилось. Одним из районов, приобретающих все большее значение в винодельческом регионе Мендоса, является Валье-де-Уко, который включает департамент Тупунгато с виноградниками, расположенными на высоте почти 1 200 метров над уровнем моря, и становится источником белых вин высшего качества, таких как Шардоне. В департаменте Лухан-де-Куйо на этикетках вин могут встречаться такие районы, как Анкорис, Агрело, Карродилья, Чакрас де Кориа, Лас Компуэртас, Мэр Драммонд, Пердриэль, Трес Эскинас, Угартече и Вистальба. В департаменте Майпу на этикетках вин могут быть указаны города Майпу, Кокимбито, Крус-де-Пьедра, Лас-Барранкас, Лунлунта и Рассел.
Самые высококлассные аргентинские вина Мальбек производятся в высокогорных винодельческих районах Мендосы — Лухан-де-Куйо и Долина Уко. Эти районы расположены в предгорьях Анд на высоте от 850 до 1520 метров над уровнем моря.
Тема высоты над уровнем моря представляет большой интерес для винного мира, поскольку с увеличением высоты над уровнем моря интенсивность солнечного света возрастает. Роль этой повышенной интенсивности света в настоящее время исследуется отделом исследований и разработок компании Bodega Catena Zapata, возглавляемым Лаурой Катена, Алехандро Вигилем и Фернандо Бусчема.

## Сорта винограда
Розовокожие сорта Цереза и Криолла Гранде исторически составляли основу винодельческой промышленности Мендосы и сегодня по-прежнему составляют около четверти всех посадок виноградников. Их значение неуклонно снижалось по мере того, как регион Мендоса все больше фокусировался на экспорте элитных сортов вин. Мальбек стал самым важным винным сортом, за которым по площади посадок следуют Темпранильо, Каберне Совиньон и Шардоне.